# Siekkisjärvi
Siekkisjärvi är en sjö i Finland. Den ligger i kommunen Virdois i landskapet Birkaland, i den sydvästra delen av landet, 240 km norr om huvudstaden Helsingfors. Siekkisjärvi ligger 118,5 meter över havet. I omgivningarna runt Siekkisjärvi växer i huvudsak blandskog. Den är 18 meter djup. Arean är 2,96 kvadratkilometer och strandlinjen är 17,34 kilometer lång. Sjön  ingår i Kumo älvs huvudavrinningsområde. 